# Draft 1997 de la NBA
1996 1998
La draft 1997 de la NBA est la 51e draft annuelle de la National Basketball Association (NBA), se déroulant en amont de la saison 1997-1998. Elle s'est tenue le 25 juin 1997 à Charlotte en Caroline du Nord. Un total de 57 joueurs ont été sélectionnés en 2 tours.
Lors de cette draft, 29 équipes de la NBA choisissent à tour de rôle des joueurs évoluant au basket-ball universitaire américain, ainsi que des joueurs internationaux. Si un joueur quittait l’université plus tôt, il devenait éligible à la sélection. À noter que les Bullets de Washington ne sélectionnent pas de joueur pour leur premier tour de draft en raison de la signature du contrat de Juwan Howard. Washington devait avoir le 17e choix.
La loterie pour désigner la franchise qui choisit en première un joueur, consiste en une loterie pondérée : parmi les équipes non qualifiées en playoffs, les chances de remporter le premier choix sont de 25% pour la plus mauvaise équipe, et de 0,5% pour la « moins mauvaise », où chaque équipe se voit confier aléatoirement 250 à 5 combinaisons différentes.
Les Spurs de San Antonio obtiennent le premier choix de draft pour cette année et sélectionnent Tim Duncan, en provenance de Wake Forest. Duncan remporte le titre de NBA Rookie of the Year, à l'issue de sa première saison professionnelle. Il remportera les honneurs du titre de NBA Most Valuable Player au cours de sa carrière. 
Duncan et Tracy McGrady, sélectionné en 9e position par les Raptors de Toronto, sont les deux seuls joueurs intronisés au Basketball Hall of Fame. Chauncey Billups est attendu pour son intronisation au Hall of Fame en 2024.

## Draft
| ^ | Signale un joueur qui a été intronisé au Basketball Hall of Fame                                                                |
| * | Signale un joueur qui a été sélectionné pour au moins un match annuel NBA All-Star Game et une récompense annuelle All-NBA Team |
| R | Signale le joueur qui a remporté le titre de NBA Rookie of the Year                                                             |
| m | Signale un joueur qui a remporté le titre de MVP au cours de sa carrière                                                        |

### Premier tour
| Choix | Nom                | Position          | Nationalité                     | Équipe                                               | Provenance                     |
| ----- | ------------------ | ----------------- | ------------------------------- | ---------------------------------------------------- | ------------------------------ |
| 1     | Tim Duncan^ R m    | Ailier fort Pivot | Îles Vierges des États-Unis     | Spurs de San Antonio                                 | Wake Forest                    |
| 2     | Keith Van Horn     | Ailier            | États-Unis                      | 76ers de Philadelphie                                | Utah                           |
| 3     | Chauncey Billups*  | Meneur            | États-Unis                      | Celtics de Boston                                    | Colorado                       |
| 4     | Antonio Daniels    | Meneur            | États-Unis                      | Grizzlies de Vancouver                               | Bowling Green                  |
| 5     | Tony Battie        | Ailier fort Pivot | États-Unis                      | Nuggets de Denver                                    | Texas Tech                     |
| 6     | Ron Mercer         | Ailier            | États-Unis                      | Celtics de Boston                                    | Kentucky                       |
| 7     | Tim Thomas         | Ailier fort       | États-Unis                      | Nets du New Jersey                                   | Villanova                      |
| 8     | Adonal Foyle       | Pivot             | Saint-Vincent-et-les-Grenadines | Warriors de Golden State                             | Colgate                        |
| 9     | Tracy McGrady^     | Arrière Ailier    | États-Unis                      | Raptors de Toronto                                   | Mt. Zion Academy (Durham, NC)  |
| 10    | Danny Fortson      | Ailier fort       | États-Unis                      | Bucks de Milwaukee                                   | Cincinnati                     |
| 11    | Olivier Saint-Jean | Ailier            | France                          | Kings de Sacramento                                  | San Jose State                 |
| 12    | Austin Croshere    | Ailier            | États-Unis                      | Pacers de l'Indiana                                  | Providence                     |
| 13    | Derek Anderson     | Arrière           | États-Unis                      | Cavaliers de Cleveland                               | Kentucky                       |
| 14    | Maurice Taylor     | Ailier fort       | États-Unis                      | Clippers de Los Angeles                              | Michigan                       |
| 15    | Kelvin Cato        | Pivot             | États-Unis                      | Mavericks de Dallas (de Minnesota)                   | Iowa State                     |
| 16    | Brevin Knight      | Meneur            | États-Unis                      | Cavaliers de Cleveland (des Suns de Phoenix)         | Stanford                       |
| 17    | Johnny Taylor      | Ailier fort       | États-Unis                      | Magic d'Orlando                                      | Chattanooga                    |
| 18    | Chris Anstey       | Pivot             | Australie                       | Mavericks de Dallas (des Trail Blazers de Portland)  | SE Melbourne Magic (Australie) |
| 19    | Scot Pollard       | Pivot             | États-Unis                      | Pistons de Détroit                                   | Kansas                         |
| 20    | Paul Grant         | Pivot             | États-Unis                      | Timberwolves du Minnesota (des Hornets de Charlotte) | Wisconsin                      |
| 21    | Anthony Parker     | Arrière           | États-Unis                      | Nets du New Jersey (des Lakers de Los Angeles)       | Bradley                        |
| 22    | Ed Gray            | Arrière           | États-Unis                      | Atlanta Hawks                                        | California                     |
| 23    | Bobby Jackson      | Meneur            | États-Unis                      | SuperSonics de Seattle                               | Minnesota                      |
| 24    | Rodrick Rhodes     | Arrière           | États-Unis                      | Rockets de Houston                                   | USC                            |
| 25    | John Thomas        | Pivot             | États-Unis                      | Knicks de New York                                   | Minnesota                      |
| 26    | Charles Smith      | Arrière           | États-Unis                      | Heat de Miami                                        | New Mexico                     |
| 27    | Jacque Vaughn      | Meneur            | États-Unis                      | Jazz de l'Utah                                       | Kansas                         |
| 28    | Keith Booth        | Ailier            | États-Unis                      | Bulls de Chicago                                     | Maryland                       |

### Deuxième tour
| Choix | Nom              | Position           | Nationalité | Équipe                                               | Provenance                 |
| ----- | ---------------- | ------------------ | ----------- | ---------------------------------------------------- | -------------------------- |
| 30    | Serge Zwikker    | Pivot              | Pays-Bas    | Rockets de Houston (des Grizzlies de Vancouver)      | North Carolina             |
| 31    | Mark Sanford     | Ailier             | États-Unis  | Heat de Miami (des Celtics de Boston)                | Washington                 |
| 32    | Charles O'Bannon | Arrière            | États-Unis  | Pistons de Détroit (des Spurs de San Antonio)        | UCLA                       |
| 33    | James Cotton     | Arrière            | États-Unis  | Nuggets de Denver                                    | Long Beach State           |
| 34    | Marko Milič      | Ailier fort        | Slovénie    | 76ers de Philadelphie                                | Smelt Olimpija (Slovénie)  |
| 35    | Bubba Wells      | Ailier             | États-Unis  | Mavericks de Dallas                                  | Austin Peay                |
| 36    | Kebu Stewart     | Ailier fort        | États-Unis  | 76ers de Philadelphie (des Nets du New Jersey)       | Cal State Bakersfield      |
| 37    | James Collins    | Arrière            | États-Unis  | 76ers de Philadelphie (des Raptors de Toronto)       | Florida State              |
| 38    | Marc Jackson     | Pivot              | États-Unis  | Warriors de Golden State                             | Temple                     |
| 39    | Jerald Honeycutt | Ailier             | États-Unis  | Bucks de Milwaukee                                   | Tulane                     |
| 40    | Anthony Johnson  | Meneur Arrière     | États-Unis  | Kings de Sacramento                                  | College of Charleston      |
| 41    | Eddie Elisma     | Ailier fort Pivot  | États-Unis  | SuperSonics de Seattle (des Clippers de Los Angeles) | Georgia Tech               |
| 42    | Jason Lawson     | Pivot              | États-Unis  | Nuggets de Denver (des Pacers de l'Indiana)          | Villanova                  |
| 43    | Stephen Jackson  | Ailier Arrière     | États-Unis  | Suns de Phoenix                                      | Butler CC                  |
| 44    | Gordon Malone    | Ailier             | États-Unis  | Timberwolves du Minnesota                            | West Virginia              |
| 45    | Cedric Henderson | Ailier Ailier fort | États-Unis  | Cavaliers de Cleveland                               | Memphis                    |
| 46    | God Shammgod     | Meneur             | États-Unis  | Bullets de Washington                                | Providence                 |
| 47    | Eric Washington  | Arrière            | États-Unis  | Magic d'Orlando (transféré aux Nuggets de Denver)    | Alabama                    |
| 48    | Alvin Williams   | Meneur             | États-Unis  | Trail Blazers de Portland                            | Villanova                  |
| 49    | Predrag Drobnjak | Pivot              | Yougoslavie | Bullets de Washington (des Hornets de Charlotte)     | Partizan Belgrade (Serbie) |
| 50    | Alain Digbeu     | Ailier             | France      | Atlanta Hawks (de Detroit)                           | Villeurbanne (France)      |
| 51    | Chris Crawford   | Ailier fort        | États-Unis  | Hawks d'Atlanta                                      | Marquette                  |
| 52    | DeJuan Wheat     | Meneur             | États-Unis  | Lakers de Los Angeles                                | Louisville                 |
| 53    | C.J. Bruton      | Meneur Arrière     | Australie   | Grizzlies de Vancouver (de Rockets de Houston)       | Indian Hills CC (Iowa)     |
| 54    | Paul Rogers      | Pivot              | Australie   | Lakers de Los Angeles (des Knicks de New York)       | Gonzaga                    |
| 55    | Mark Blount      | Pivot              | États-Unis  | SuperSonics de Seattle                               | Pittsburgh                 |
| 56    | Ben Pepper       | Pivot              | Australie   | Celtics de Boston (du Heat de Miami)                 | Newcastle (Australie)      |
| 57    | Nate Erdmann     | Arrière            | États-Unis  | Jazz de l'Utah                                       | Oklahoma                   |
| 58    | Roberto Dueñas   | Pivot              | Espagne     | Bulls de Chicago                                     | FC Barcelone (Espagne)     |

## Joueurs notables non draftés
| Nom         | Position         | Nationalité | Provenance        |
| ----------- | ---------------- | ----------- | ----------------- |
| Pat Burke   | Pivot            | Irlande     | Auburn            |
| Troy Hudson | Meneur           | États-Unis  | Southern Illinois |
| Damon Jones | Meneur           | États-Unis  | Houston           |
| Mikki Moore | Ailier fortPivot | États-Unis  | Nebraska          |
| Ira Newble  | ArrièreAilier    | États-Unis  | Miami (Ohio)      |